# Leptotrichum khasianum
Leptotrichum khasianum là một loài rêu trong họ Ditrichaceae. Loài này được Griffiths Mitt. mô tả khoa học đầu tiên năm 1859.